# 丹尼爾·文森特·加萊瑞
丹尼爾·文森特·加萊瑞（英語：Daniel Vincent Gallery，1901年7月10日—1977年1月）是一位美國海軍將領，最高軍銜為少將。加萊瑞出戰於第二次世界大戰的大西洋戰場，曾擄獲德國海軍的「U-505號」潛艇。戰後，加萊瑞在美軍內部爆發兵種競爭事件——「海軍上將起義事件」中擔任重要的角色，他也因此斷送了仕途，當了長達16年的海軍少將而未獲晉升。
加萊瑞也是一位作家，撰有頗多著作。